# ماري جونسون ستوفر
ماري جونسون ستوفر (8 مايو 1832-19 أبريل 1883) ابنة الرئيس الأمريكي السابع عشر أندرو جونسون وزوجته إليزا مكاردل. عاشت ستوفر وأطفالها الثلاث في البيت الأبيض خلال إدارة جونسون، إذ توفي زوج ستوفر عندما كان جنديًا في جيش الاتحاد خلال الحرب الأهلية الأمريكية، ونهب الكونفدراليين منزلهم في شرق تينيسي. ساعدت ستوفر أختها الكبرى مارثا باترسون كسيدة أولى مؤقتة للولايات المتحدة.

## سيرة الحياة

### النشأة والزواج الأول
ولدت ماري جونسون في 8 مايو 1832 في منزل العائلة الواقع في شارع ووتر ستريت في غرينفيل في ولاية تينيسي، وهي المولودة الثالثة من بين أبناء أندرو وإليزا جونسون (مكاردل) الخمسة. حرص أندرو جونسون، الذي نشأ في فقر مدقع وتلقى الحد الأدنى من التعليم، على إرسال أطفاله إلى مدارس جيدة. التحقت ماري بمعهد روجرسفيل للإناث (معهد أود فيلوز الإناث سابقًا) في روجرسفيل في مقاطعة هوكينز في تينيسي.
تزوجت ماري جونسون من دانيال ستوفر عام 1852، وهو مزارع من مقاطعة كارتر في ولاية تينيسي، في الوقت الذي كان والدها يخدم آخر فترة ولاياته الخمس كممثل للدائرة الانتخابية الأولى لولاية تينيسي. ورد في سيرة حياة أندرو جونسون ضمن سير ونستون لعام 1982 أن ستوفر كان «متسلق جبال تقليدي، ذو عينين زرقاوتين، وسرعان ما أصبح كولونيل اتحاد تينيسي الرابع للمشاة. كان رجلًا ذو شجاعة عالية، بينما كان ابن أخ موردخاي لينكولن (دان) الشخص الذي نوى أندور جونسون أن يزوجه لابنته». امتلك ستوفر «مزرعة جميلة» في وادي واتوغا. عاشت الأسرة معًا في مقاطعة كارتر، في ظل الحرب الأهلية عام 1860. بلغت قيمة مزرعة ستوفر 18,000 دولار أمريكي (ما يعادل 586,267 دولار أمريكي في عام 2022) وممتلكات شخصية بقيمة 12,000 دولار أمريكي (ما يعادل 390,844 دولار أمريكي في عام 2022). ارتادت ابنتهما البالغة من العمر 5 سنوات المدرسة، بينما كانت سارة دريك ستوفر تبلغ من العمر ثلاث سنوات، وكان الطفل أندرو جونسون ستوفر يبلغ من العمر شهرين.
اختير دانيال ستوفر في يونيو 1861 مندوبًا عن مقاطعة كارتر في مؤتمر شرق تينيسي المؤيد للاتحاد. شارك ستوفر خلال الخريف الأول من الحرب الأهلية الأمريكية في أعمال حرب العصابات التي دعيت إحراق جسر شرق تينيسي. كان من بين أربعة أشخاص علموا بالخطة قبل 24 ساعة من تنفيذ الهجمات. أُحرق الجسر في 8 نوفمبر 1861 بموافقة قادة الاتحاد، بمن فيهم أبراهام لنكولن وأندرو جونسون، وكان من المفترض أن يمهد الطريق لاحتلال شرق تينيسي من قبل القوات الفيدرالية. استُهدفت 9 جسور، ودُمر 5 منها، وقد قاد ستوفر الغارة التي دمرت بنجاح جسر نهر هولستون في يونيون ديبوت التي دُعيت أيضًا زوليكوفر، وتُدعى الآن بلوف سيتي في تينيسي. لم يتدخل جيش الولايات المتحدة في شرق تينيسي، وأمر وزير الحرب الكونفدرالي يهودا بنجامين بإعدام كل من شارك في إحراق الجسر من المأسورين. تراجع المشاركون في إحراق الجسر إلى التلال حفاظًا على حياتهم ولاستكمال القتال في يوم آخر. عاش ستوفر وحلفاؤه لأشهر في جبال بوند في مقاطعة كارتر الشرقية.
ظل دانيال ستوفر مختبئًا في البرية خلال الشتاء البارد والرطب من عامي 1861-1862 في خضم الصراع المستمر، بينما عاشت إليزا مكاردل جونسون وابنها الأصغر فرانك مع ماري وأطفالها في مقاطعة كارتر. أعدّت ماري ستوفر ووالدتها إليزا جونسون سلال يومية من المؤن، وخبزتا أعدادًا كبيرة من أرغفة الخبز، وحضّرتا اللحوم والأضلاع من خنازير وأبقار المزرعة، للرجال في التلال وعائلاتهم المنكوبة في أماكن أخرى من المقاطعة. ورد في سيدات البيت الأبيض لبير هولواي لعام 1871 أن «معظم الرجال الذين رافقوا السيد ستوفر كانوا فقراء، وكانت عائلاتهم التي تركت تحت رحمة أعدائهم لتتضور جوعًا، لولا رعاية السيدة ستوفر وكرمها». سُمح لستوفر في النهاية بالعودة إلى المنزل «بإفراج مشروط» نتيجة التوسط له من قبل أصدقاء متحالفين مع الكونفدراليين.
طُرد آل ستوفر وإليزا وفرانك جونسون من منزلهم في مقاطعة كارتر في أكتوبر 1862، وأُرسلوا إلى مورفريسبورو. نُهب مسكنهم ومزرعتهم بعد مغادرتهم. تنقل آل ستوفر برفقة إليزا قليلًا في أوائل عام 1863، وأقاموا لفترة في إنديانا وفي لويسفيل في كنتاكي. سافرت العائلة معًا إلى ناشفيل لتصل في 30 مايو 1863، حيث استُقبل الكولونيل والسيدة ستوفر وإليزا وأندرو جونسون من قبل حشد كبير. عانى ستوفر من مشاكل صحية مزمنة بسبب الوقت الطويل الذي قضاه في البرية، لذا «لم يواكب الكثير من النشاط في الميدان» واستقال من جيش الولايات المتحدة في 10 أغسطس 1864 بسبب المرض. توفي في ناشفيل قبل عيد الميلاد في ذلك العام.

### الزواج الثاني وفترة حياتها اللاحقة
تزوجت ماري جونسون ستوفر بعد انتهاء فترة رئاسة والدها مباشرة في عام 1869، من ويليام رامزي براون (1819-1902)، تاجر من غرينفيل في ولاية تينيسي. كانت زوجة براون الأولى الراحلة ماري صوفيا لنكولن ابنة عم أبراهام لنكولن، مردخاي لنكولن. كان الزفاف حفلًا مسائيًا خاصًا في 20 أبريل 1869، حضره أفراد العائلة فقط. انتحر الأخ الأصغر لماري جونسون ستوفر براون، روبرت جونسون، بعد يومين بجرعة زائدة من الكحول واللوندوم، إذ عانى طويلًا من الإدمان على الكحول. وصف أحد المراسلين الصحفيين براون في عام 1870 بأنه «سيد بسيط بمظهر عجوز، من ذوي الدخل العالي في العالم، لبيعه البضائع الجافة والمواد الغذائية».
امتلك آل براون منزلًا على الجانب الآخر من شارع منزل آل جونسون في غرينفيل. لم يكن الزواج سعيدًا، وأصبح الزوجان بعد فترة قصيرة من الزمن «منفصلان إلى حد ما» وعاشا منفصلين، إذ أمضت ماري معظم وقتها في مزرعة ستوفر في مقاطعة كارتر. توفي الرئيس الأمريكي السابق- والمُنتخب سيناتورًا بعدها- أندرو جونسون أثناء زيارته لمنزل ماري بالقرب من إليزابيثتون في ولاية تينيسي في عام 1875، ولم تحضر ماري الجنازة لأنها كانت ترعى والدتها. توفيت إليزا بعد حوالي ستة أشهر، في أوائل عام 1876، وقد انتظرت ماري حتى وفاة والديها، لتقدم طلب الطلاق في فبراير 1876. أُثيرت شائعات أن براون «كان مسيئًا أو أساء إدارة ميراث أطفال ستوفر» ورغم أن سجلات الطلاق لم تدعم الادعاء الأخير بشكل كبير، وافق القاضي على الطلاق في غضون خمسة أيام من تقديمه. استخدمت ماري لقب ستوفر لبقية حياتها.
عاشت ماري في عام 1880 مع سارة ستوفر البالغة من العمر 23 عامًا وخادمتين منزليتين في يونيون في ولاية تينيسي (مقاطعة سوليفان). صنعت ماري ثروةً كأم عزباء، واستحوذت على أراضٍ في تينيسي وتكساس، واستفادت من حصتها الموروثة من مصانع هولستون للقطن في بلوف سيتي. بنت منزلًا من الطوب في مكان قريب، أسمته منزل ستوفر. زارت زوجة ابن ماري، لولا ماي ستوفر هال عندما كانت طفلة ووصفت ماري بأنها «أجمل امرأة رأيتها على الإطلاق، كانت طويلة القامة ذات شعر بني محمر».
توفيت ستوفر في عام 1883 بعمر الخمسين بسبب مرض السل، تاركة معظم ممتلكاتها لابنتيها. دُفنت بالقرب من والديها وأطفالها في مقبرة أندرو جونسون الوطنية في ولاية تينيسي. احترق منزل ستوفر في بلوف سيتي في عام 1906، وانتشلت العديد من قطع عائلة جونسون الأثرية. بُني منزل جديد دُعي لونغ شادوز على أساس المنزل القديم.